# رباط ماری کوچک
رباط ماری کوچک مربوط به دوره صفوی است و در شهر ایوانکی، ۷۶۰۰ متری جنوب غربی ایوانکی واقع شده و این اثر در تاریخ ۲۶ اسفند ۱۳۸۷ با شمارهٔ ثبت ۲۶۱۲۶ به‌عنوان یکی از آثار ملی ایران به ثبت رسیده است.